# Périgny (Val-de-Marne)
Périgny (auch: Périgny-sur-Yerres) ist eine französische Gemeinde mit 2744 Einwohnern (Stand: 1. Januar 2022) im Département Val-de-Marne in der Region Île-de-France. Périgny gehört zum Arrondissement Créteil und zum Kanton Plateau briard. Die Einwohner werden Pérignons genannt.

## Geographie
Périgny ist die südlichste Gemeinde des Départements Val-de-Marne. Sie liegt am Fluss Yerres und befindet sich etwa 23 Kilometer südsüdöstlich von Paris. Die Yerres bildet die westliche Gemeindegrenze. Périgny ist umgeben von den Nachbargemeinden Mandres-les-Roses im Norden, Servon im Nordosten, Brie-Comte-Robert im Südosten, Varennes-Jarcy im Süden sowie Boussy-Saint-Antoine im Westen.

## Bevölkerungsentwicklung
| Jahr      | 1962 | 1968 | 1975 | 1982 | 1990 | 1999 | 2006 | 2011 |
| --------- | ---- | ---- | ---- | ---- | ---- | ---- | ---- | ---- |
| Einwohner | 379  | 437  | 1011 | 1673 | 1681 | 2020 | 2231 | 2352 |

## Sehenswürdigkeiten
Siehe auch: Liste der Monuments historiques in Périgny (Val-de-Marne)
- Kirche aus dem 18. Jahrhundert, Monument historique
- Schloss, Monument historique

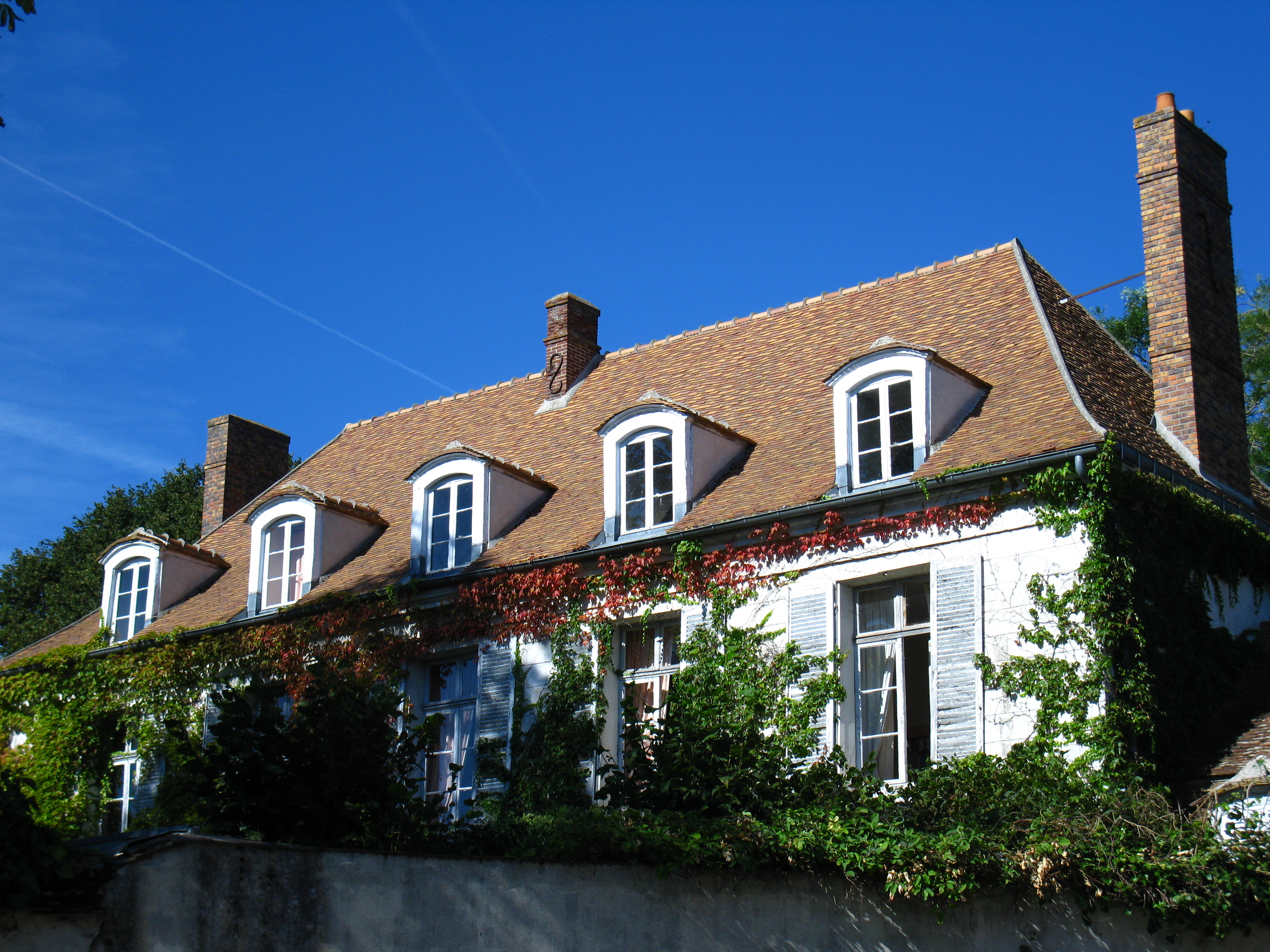
Schloss
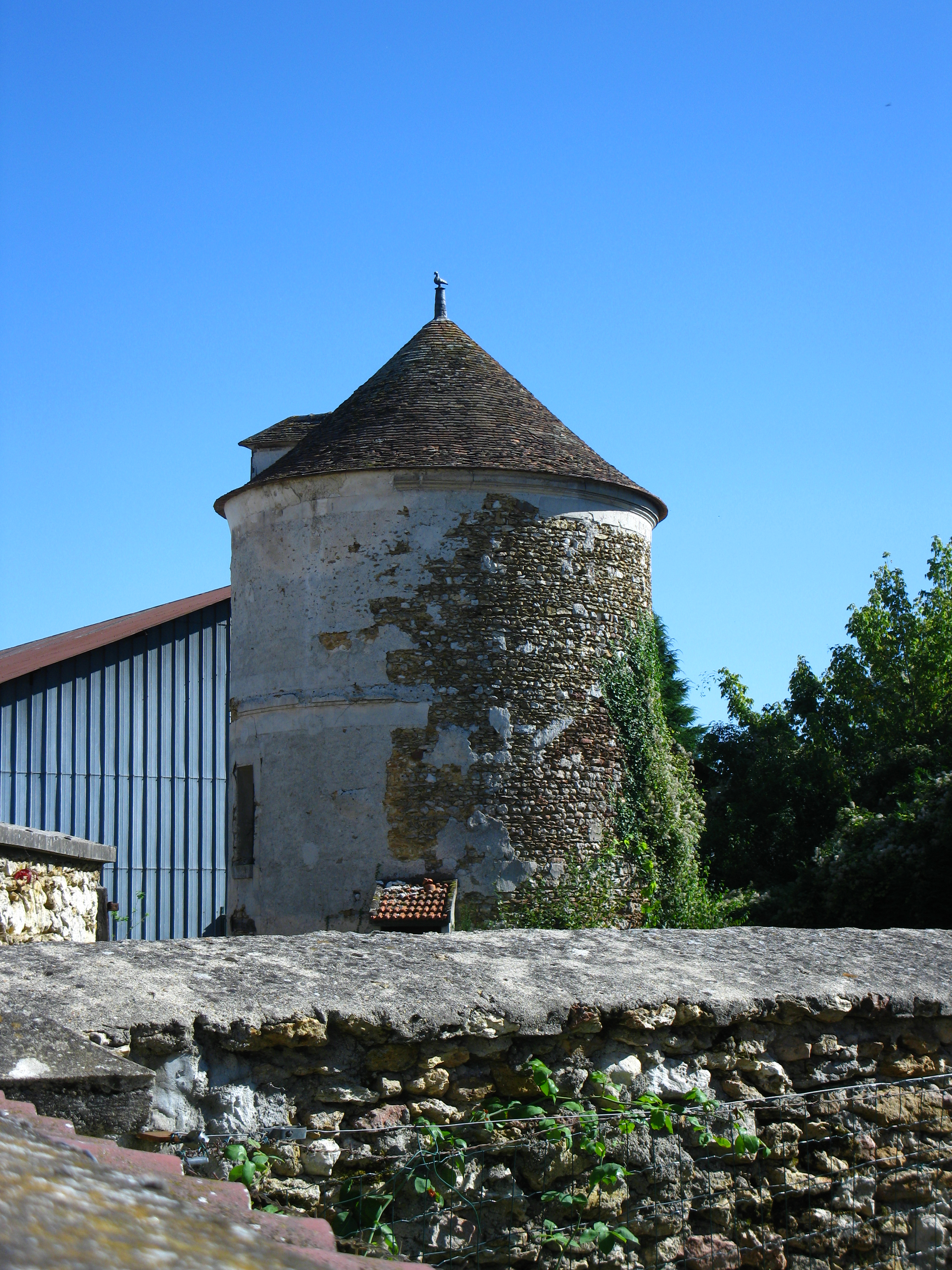
Taubenturm

## Persönlichkeiten
- Gustave Cariot (1872–1950), Landschaftsmaler
- Marino Di Teana (1920–2012), Bildhauer